# Віра-варман
Віра-варман (там. வீரவர்மன்) — володар Паллавів. Відомий також як Віра Курччан.

## Життєпис
Син Кумаравішну I або Сканда-вармана II. Спадкував батькові за різними версіями у 375 або 385 році (раніше терміном панування вважалися 228—258 роки).
Відомий насамперед тривалими війнами з династією Тірайярів на півдні. Захопив північ регіону Тондай Мандалам, що належав Тірайярам, змусивши уклоасти шлюбну угоду між донькою місцевого правителя та своїм сином-співволодарем Сканда-варманом III.
Помер близько 400 року. Йому спадкував Сканда-варман III.